# Новосельское (Дагестан)
Новосельское — село в Хасавюртовском районе Дагестана, Россия.
Является административным центром Новосельского сельского поселения.

## География
Расположено к северу от города Хасавюрт, на берегу реки Аксай.
Ближайшие населённые пункты: на юге — село Аксай, на севере — село Ново-Гагатли, на востоке — село Моксоб, на западе — село Теречное.

## История

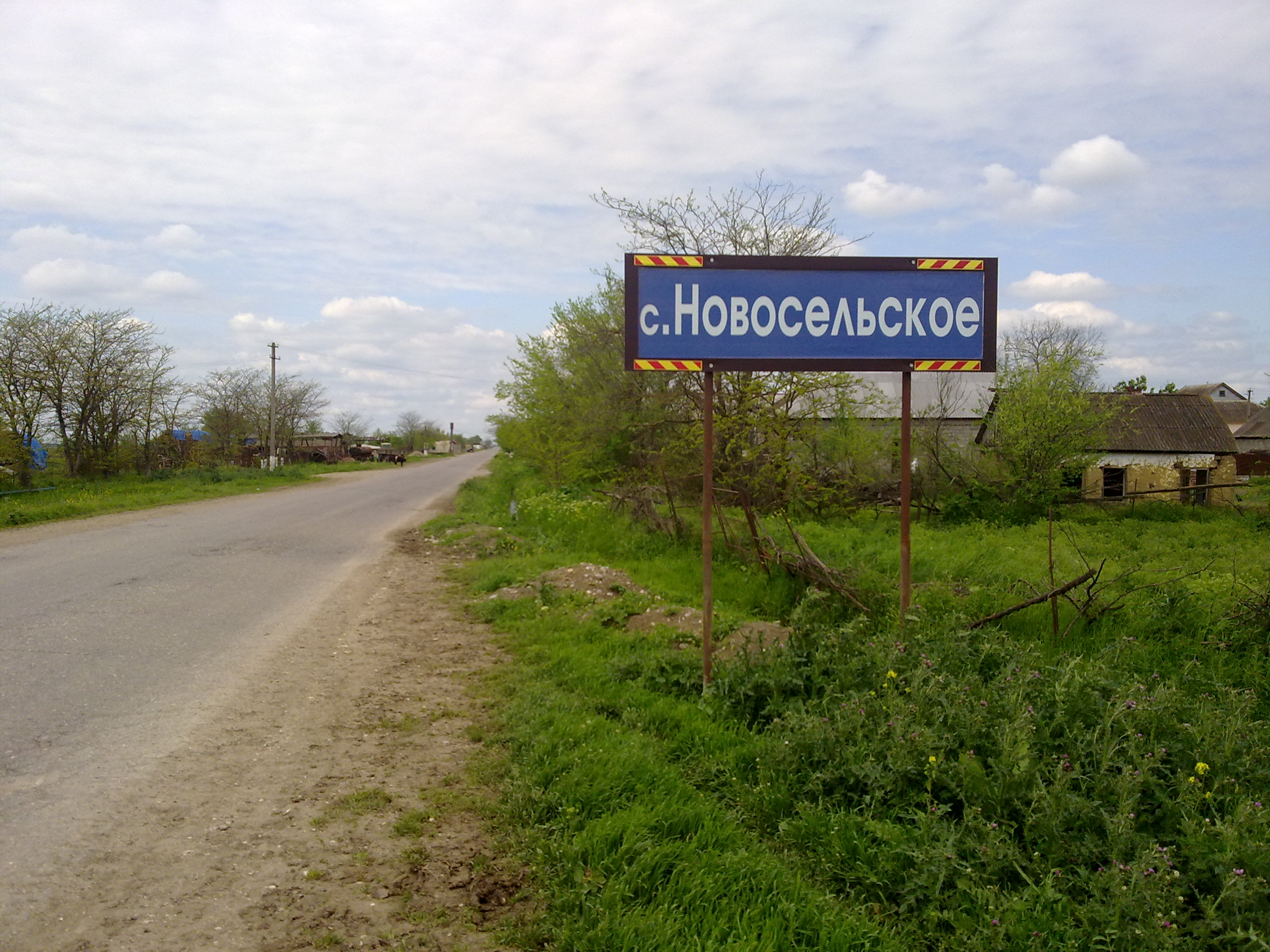
Въезд в посёлок Новосельское

Ранее являлся населённым пунктом при хлопкосовхозе «Аксай». В нём жило около 200 хозяйств русских, кумыков, татар и аварцев.
В 1958 году в Новосельское заселили чеченцев, которые были выселены из Калининаула в 1944 году в ходе депортации чеченцев и которые не были допущены к возвращению в родное село; в основном это были представители тейпа Чонтой.
В 2005 году произошли столкновения между чеченцами из Новосельского и аварцами из близлежащего села Моксоб.

## Население
| 1939  | 1959 | 1970  | 1984  | 1989  | 2002  | 2010  |
| ----- | ---- | ----- | ----- | ----- | ----- | ----- |
| 696   | ↗853 | ↗1126 | ↗3115 | ↘2443 | ↗2918 | ↗2941 |
| 2021  |      |       |       |       |       |       |
| ↗3280 |      |       |       |       |       |       |

По данным Всероссийской переписи населения 2010 года:
| № | Национальность              | Численность, чел. | Доля |
| - | --------------------------- | ----------------- | ---- |
| 1 | чеченцы                     | 2549              | 87 % |
| 2 | аварцы (в т.ч. 10 андийцев) | 290               | 10 % |
| 3 | кумыки                      | 35                | 1%   |
| 4 | другие                      | 67                | 2 %  |